# Phyllonorycter barbarella
Phyllonorycter barbarella é uma espécie de insetos lepidópteros, mais especificamente de traças, pertencente à família Gracillariidae.
A autoridade científica da espécie é Hans Rebel, tendo sido descrita no ano de 1901.
Trata-se de uma espécie presente no território português.